# Hastingsiidae
Hastingsiidae zijn een familie van mosdiertjes (Bryozoa) uit de orde van de Cyclostomatida.

## Geslacht
- Hastingsia Borg, 1944